# Novomîkilske, Milove
Novomîkilske (în ucraineană Новомикільське) este un sat în comuna Strilțivka din raionul Milove, regiunea Luhansk, Ucraina.

## Demografie
Componența lingvistică a localității Novomîkilske
     Ucraineană (90,11%)
     Rusă (9,89%)
Conform recensământului din 2001, majoritatea populației localității Novomîkilske era vorbitoare de ucraineană (90,11%), existând în minoritate și vorbitori de rusă (9,89%).